# Isla Hemmen
La isla Hemmen es una elevación (en inglés: ice rise) de 18 kilómetros de largo y de 2 a 4 kilómetros de ancho, con un área estimada de 55 kilómetros cuadrados. Se encuentra a 17 kilómetros de la esquina noroeste de isla Berkner, en la barrera de hielo Filchner-Ronne, en el fondo de la gran bahía que constituye el mar de Weddell, Antártida.

## Historia y toponimia
El sitio aparece por primera vez en una carta náutica elaborada en la estación científica Ellsworth en 1957 por el capitán Finn Ronne, de la Reserva Naval de los Estados Unidos. Fue cartografiada aproximadamente desde el aire en un vuelo de reconocimiento de la Armada de los Estados Unidos desde la estación Ellsworth, el 21 de enero de 1958. El aumento de hielo se observó posteriormente en las imágenes del satélite Landsat 1.
Fue nombrado por el Comité de Topónimos Antárticos del Reino Unido en honor a George E. Hemmen, Secretario Ejecutivo del Comité Científico para la Investigación en la Antártida en 1972; y miembro del actual British Antarctic Survey.

## Reclamaciones territoriales
Argentina incluye a la isla en el departamento Antártida Argentina dentro de la provincia de Tierra del Fuego, Antártida e Islas del Atlántico Sur; y para el Reino Unido integra el Territorio Antártico Británico. Las tres reclamaciones están sujetas a las disposiciones y restricciones de soberanía del Tratado Antártico.
Nomenclatura de los países reclamantes: 
- Argentina: ¿?
- Reino Unido: Hemmen Ice Rise[3]